# Todas a mí
Todas a mí es una comedia de situación (sitcom) argentina, estrenada el 29 de octubre de 2011 a las 21 horas en América TV. La trama sigue a dos amigos que trabajan en una empresa de comerciales de televenta llamada "¡Compre A-hora!", de la que se transmiten dos episodios al día.
La sitcom fue protagonizada por Marcelo de Bellis y Matías Santoianni; contando además con las participaciones especiales de Alejandro Fiore, Alberto Martín y Norma Pons, quienes participaban regularmente. El resto del elenco es conformado por Alejandra Fidalme, María Nella Sinisterra (que trabajó también como coguionista), Virginia Gallardo y Solange Gómez además de invitados que contribuyeron en diferentes episodios.

## Argumento
Todas a mí es una comedia para todo público.
La historia se centra en la vida de Nicolás (Marcelo de Bellis), que es un hombre que solía ser un donjuán, hasta que de viaje conoció en Madrid a Rosario (Alejandra Fidalme) ―la Galleguita, como él la llama―, y se enamora de ella; es por eso que tiene la intención de irse a vivir a Madrid con ella, renunciar en la empresa de comerciales de televenta "Compre A-hora!", de don Federico, y ceder su puesto de trabajo a su mejor amigo, Alberto Secatti (Matías Santoianni).
Por otro lado, Nicolás acuerda con su jefe, don Federico, dejar su departamento, para que las nuevas modelos y conductoras de los comerciales ―Dalia (María Nela Sinisterra), Rafaela (Virginia Gallardo) y Katia o Katty (Solange Gómez)― puedan instalarse allí, debido a que cuando el programa comience las publicidades deben grabarse constantemente.
A causa de diferentes y sorprendentes situaciones que impiden concretar el viaje a España, Nicolás nunca se va de la casa, y comienza una delirante y peligrosa convivencia con un montón de mujeres hermosas, y con la constante presencia de su amigo Alberto, quien todavía no ha madurado en absoluto.
Ambos conviven en la casa de Nicolás, en Buenos Aires, debido que Alberto es echado de su casa (en la que convivía con sus padres), además se suman la presencia de Rosario y las tres modelos Dalia, Rafaela y Katia.
En esa casa reciben visitas de personas que desean realizar un casting para participar en las publicidades y también de algunos famosos, a quienes se deben adaptar por sus exigencias, además de modificar su vida rutinaria: Nicolás, por la incorporación de las modelos y Alberto a la casa.

## Debut y transmisión
El unitario se estrenó el sábado 29 de octubre del año 2011 a las 21 horas por el canal América TV. El rating de los dos primeros episodios, "Todas ahí" y "Chico rockero", fue de tres puntos.
Desde el séptimo y octavo episodio, emitidos el sábado 19 de noviembre de 2011, comenzó a emitirse a las 12 horas.
El elenco ya se encuentra grabando la segunda temporada.

## Elenco

### Protagonistas
- Marcelo De Bellis[6] como Nicolás Bartoletti: trabaja en la empresa "Compre A-hora!" de Don Federico. Vive solo en el departamento que su jefe compró (y usan de estudio), pero su amigo Alberto lo visita regularmente. Está en pareja con Rosario, una española. En su casa se reúnen para dialogar sobre temas laborales con su jefe. De niño tenía un perro con una mancha en el ojo llamado "Tachuela". Está interesado en Miriam, la ex pareja de Alberto, que es "una psicótica".

- Matías Santoiani como Alberto Secati: fue contratado en la empresa gracias a la amistad que mantiene con Nicolás, no por sus cualidades, sino por las cualidades de su amigo, el jefe se lo hace saber, y se lo recuerda para que modifique esas cuestiones. Es director de los comerciales, pero es impuntual, lo que dificulta las grabaciones. Es "mujeriego", tuvo muchas parejas, sin embargo la madre de Nicolás pensaba que era gay, según lo que él le dijo. Ambos se conocen desde la adolescencia. De niño quería ser corredor de Fórmula 1.

### Coprotagónico

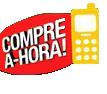
"Compre A-hora!" es la empresa de comerciales de televenta.

- Alejandra Fidalme como Rosario Gómez: Nicolás suele llamarla "Gallega" o "Galleguita", ambos son pareja desde hace unos años. Ella es española, se conocieron en Barcelona cuando Nicolás realizaba un viaje. Desde ese momento se trasladó a Buenos Aires y se quedó en el país, a vivir. Su familia continúa viviendo en España. No le cae bien Alberto porque es "mujeriego", además de una mala influencia, y no quiere que su pareja siga el "mismo camino". Generalmente termina enojándose con su pareja porque quiere que deje de trabajar en la empresa y se vayan a vivir a España. Cuando toma conocimiento de la incorporación de las tres modelos se enoja y le ruega que se vayan a vivir a España con sus abuelos, a lo que Nico no accede, pero finalizan reconciliándose. No viven juntos pero ella lo visita. Práctica yoga.

- María Nela Sinisterra como Dalia: es colombiana, inteligente y "despierta".[7] Se considera la líder del grupo entre las modelos. De niña soñaba con ser estrella de cine y casarse con un modelo de calzoncillos. Es la primera en grabar una publicidad, de lo que Alberto considera un almohadón. Mantiene una rivalidad secreta con Rafaela por las publicidades, y con Rosario debido a que está enamorada de Nicolás, aunque no lo haga explícito. Fue pareja del mago Alexini y se reencuentran después de un tiempo.

- Virginia Gallardo[8]como Rafaela: es maestra, jardinera y profesora de yoga. Es responsable y competitiva,[7] eso sucede con Dalia, ambas compiten por un mayor protagonismo. Está en la empresa hasta que logre conseguir un mejor trabajo. Considera a Rosario como "una antipática".

- Solange Gómez[9][10][5] como Katy: Katia es la inocente del grupo, además de despistada. Es la de carácter más amable. Generalmente hace comentarios sin sentido[7] o repite frases de los demás. Según ella se confunde la mano derecha con la izquierda y cree que por eso no le dieron el registro de conducir, o porque chocó a uno de los instructores. No sabe cocinar, pero si sabe de modas y peinados. No tiene una relación estable con su madre. Mantiene una relación más estrecha con Rafaela. En sus primeros días, en la estadía en la casa de Nicolás, toman conocimiento de que tiene una relación con un joven llamado Pablo. Alberto en su rol de mujer, que debía mantener por un día, habla con Pablo de tal manera que logra que el termine con la relación y Katia permanece soltera.

- Irene Goldszer como Miriam: es novia de Alberto "desde hace tres días", pero dice que tienen una "conexión muy fuerte". Es controladora y llama a Nicolás constantemente para saber en donde se encuentra (hacía una semana que no hablaban). Sabe que Nico opina que ella es una trastornada pero ella intuía que algo le había sucedido a su novio, Alberto estaba alcoholizado y no la llamaba. Insiste en continuar con la relación que Alberto finaliza. Tenía un perro Caniche Toy llamado "Albertito", "Albi" en alusión a Alberto, con quien paseaba cerca del edificio donde vive Nico, pero murió cuando él intentaba estacionar el auto de Óscar. (Aparece en el primer episodio, en el sexto y en el séptimo).

### Participaciones especiales
- Alejandro Fiore como Don Federico: es el dueño y promotor de su propia empresa de comerciales de televenta llamada "Compre A-hora!" (similar a Sprayette), dedicada a la promoción de artículos de producción nacional e internacional, los que recibe para que sean promocionados a través de un spot que se transmiten durante los comerciales en la televisión argentina. En un principio los graban para una salida semanal, pero luego serán transmitidos a diario.

- Alberto Martín como Óscar: es el padre de Rosario. Aparenta ser estricto con Nicolás porque ellos mantienen una relación. Sin embargo, cuando Rosario lo invita a su casa para que dialogue con su pareja, porque ella piensa que es como Alberto, se termina descubriendo su perfil, un hombre más dócil y "mujeriego". Se sorprende al ver las tres jóvenes modelos publicitarias. Él simula ser dueño de un supermercado para realizar un casting con ellas, pero Rosario les confiesa que es editor de una revista "para mujeres mayores".

- Norma Pons[11] como Edubina: es la madre de Nicolás.

### Invitados
- Pía Uribelarrea como Rosita: es la mucama de Nicolás, es entrometida, opina sobre cuestiones de los demás. Piensa que Alberto es vago y no concibe que Nico se lo haya presentado a Federico para trabajar. Ayuda a desalojar la habitación de Nico y a trasladar las valijas de las modelos. (Aparece en el primer episodio).

- -  como Tito: es el portero del edificio, ayuda a Alberto a trasladar un colchón a su nueva habitación en el set de grabación. (Aparece en el primer episodio).

- Esteban Prol como Cheezo: es un cantante de rock famoso y excéntrico. Es contratado por Don Federico para grabar un comercial de su empresa. Se aloja en la casa unos días. El cantante quiere dirigir su comercial y quiere elegir una de las modelos para participar con él, elige a Rosario y la besa, lo que provoca un enojo en Nicolás. Cuando dialogan él le confiesa que no le agrada su trabajo, que se lo imponen, y que se llama Hugo. Le regala su peluca a Alberto quien intentaba robarle alguna de sus pertenencias para venderla por internet. (Aparece en el segundo episodio).

- Maximiliano de la Cruz como Omar: es un profesor de baile. Es contratado por Rosario para enseñarle a bailar a Nicolás para poder asistir a un a fiesta de cumpleaños. Se encarga de observar y corregir los pasos que el realiza. (Aparece en el cuarto episodio).

- Pablo Drigo como -: es repartidor de volantes de la rotiseria del barrio "El canelón internacional", en la que Nicolás decide trabajar por un día para recibir dinero porque su jefe no le había pagado el sueldo, ambos deben usar un disfraz de canelón. Nicolás y él se pelean cuando ingresa a la casa y le cuestiona porque lo había abandonado mientras trabajaba, porque los dejó con las "empanadas". Él golpea a Nicolás. (Aparece en el quinto episodio).

- Mónica Gonzaga como Margarita: Marga es la mamá de Katty, ella la define como "robocop y monja". Es conservadora y devota de San Benito. No mantienen una relación estrecha. Katia dice de ella que quiere llevarla a un convento como hizo con su hermana. Un día va a visitarla, ella quería conocer al jefe; entre Dalia y su hija deciden que no sería correcto presentarle a Alberto por lo que eligen a Nico en su lugar. Marga se siente atraída por Nico y lo acosa persiguiéndolo por todas las habitaciones, hasta que van a la habitación de las chicas en donde se encontraba la cámara encendida de Rafaela. Se va de la casa y deja a Katia allí "con tal de que Nico no la denunciara". (Aparece en el sexto episodio).

- Sebastián Almada como Alexini: es un mago que debe grabar unos comerciales, que no pertenecen a la empresa con la designada por Don Federico, Dalia. Llega a la empresa con sus pertenencias, él le dice que todos lo desconocen, al principio, pero después lo recuerdan, Dalia hizo lo mismo, pero ella fue pareja de él y piensa que tiene mala suerte. Cuando salía con ella tuvo un accidente y cayó sobre una silla de rueda y descendió cinco pisos y cuando estaba en la ambulancia chocó contra otra ambulancia. Trabaja con niños. (Aparece en el séptimo episodio).

- Alejandro Cupitó como Iván: un modelo ucraniano que debe grabar, de acuerdo con su contrato, con la empresa de Federico unos comerciales. Él conduce sus programas en Europa. Él no habla español y graba los comerciales en ucraniano. Debido a su excelente desempeño, Alberto se lo destaca al igual que Federico (lo hace a través del teléfono), las modelos temen perder su trabajo y deciden vengarse. (Aparece en el octavo episodio).

## Episodios
Los sábados son emitidos dos episodios de entre veintidós y veintiséis minutos cada uno. Generalmente, la producción del programa convoca a algunos actores para formar parte de algún episodio.

### Primera temporada
| Temporada | Temporada | Episodios | Emisión original      | Emisión original       |
| Temporada | Temporada | Episodios | Primera emisión       | Última emisión         |
| --------- | --------- | --------- | --------------------- | ---------------------- |
|           | 1         |           | 29 de octubre de 2011 | 3 de diciembre de 2011 |